# Slakbaš
Slakbaš (in russo Слакбаш?, in baschiro: Ыҫлаҡбаш, Iślaqbaş) è una località rurale (un selo) del rajon Belebeevskij, nella Repubblica autonoma della Baschiria, in Russia. Si trova a 25 chilometri da Belebej, che è il centro amministrativo del distretto omonimo.

## Popolazione
La popolazione di 580 persone è principalmente di etnia baschira, con minoranze ciuvasce.